# Brasilocerus nigerrimus
Brasilocerus nigerrimus är en skalbaggsart som beskrevs av Wittmer 1996. Brasilocerus nigerrimus ingår i släktet Brasilocerus och familjen Phengodidae. Inga underarter finns listade i Catalogue of Life.